# ACNチャンピオンシップゴルフトーナメント
ACNチャンピオンシップゴルフトーナメントは、関西テレビ放送（カンテレ）主催、日本ゴルフツアー機構（JGTO）主管により開催される男子プロゴルフトーナメントである。

## 概要
元は大会を共催する住友ゴム工業が主催した「ダンロップゴルフトーナメント」として1969年からスタートし、1977年に三菱自動車工業が主催者に加わったのをきっかけに「三菱ギャラントーナメント」（1999年から「三菱自動車トーナメント」）と題して一新した。この時、関西テレビによるテレビ中継も開始され、同局では開催ゴルフ場内に中継局を設置し、初期には杉本清などが実況していた。
記念すべき第1回三菱ギャラントーナメントを制したのは許勝三（中華民国）で、許は派手さはないがスウィングは台湾でも折り紙つきであり、1967年にはアマチュアでフィリピンオープンを制していた。許にとっては日本での初タイトルであり、1983年には全米オープンにも出場した。
第1回優勝賞金は600万円で、さらに日本車として初の角形四灯ヘッドライトを採用し、国産車離れしたルックスで当時人気を博していたギャラン・ラムダ2000スーパーツーリングが副賞として贈られた。
毎年全国各地のチャンピオンコースを巡回する公式戦並みの「サーキット大会」として開催され、多くのトッププロが参戦。初夏の風物詩として定着した。その後2001年から三菱自動車を含む三菱グループ全体がメインの主催を行うことから大会名を三菱グループのシンボルであるスリーダイヤにちなんだ「ダイヤモンドカップトーナメント」（2004年から「三菱ダイヤモンドカップゴルフ」）として一新。トッププロの一流のプレーを堪能してもらうだけにとどめず、三菱グループ、住友ゴム工業とテレビ中継の制作局である関西テレビの主催3者が発足した「三菱ダイヤモンドカップゴルフ・チャリティー基金」活動を実施。大会の運営を開催自治体の市民などがボランティアで運営するとともに、出場選手やギャラリーから浄財を募集し地域の社会福祉活動や世界中で飢えや貧困に苦しむ子供たちを救済する活動にそれを充当する活動を行っている。2009年で三菱グループが主催者から撤退し、大会名から「三菱」の冠は外れたが、現在も三菱商事が関西テレビと共に大会を主催し、三菱自動車など三菱グループ数社が大会に協賛していた。
関西テレビが主催しているものの、「ダイヤモンドカップ」では関東圏での開催が多くなっていた。
2014年大会からは2013年をもって一旦廃止された「アジアパシフィックオープンゴルフチャンピオンシップ パナソニックオープン」と統合された上で、開催時期を9月最終週に移行し、更に賞金総額も1億5000万円（優勝賞金3000万円）に増額して開催。
2019年からは開催時期が5月に移動し、優勝者には全英オープンゴルフへの出場権が与えられることとなった。
2023年からはACNに冠スポンサーが変更。開催時期を10月に移動し、『ACNチャンピオンシップゴルフトーナメント』に名称が変更。なお、前大会までの主催していた三菱商事と三菱グループ数社も撤退した。
アジアンツアー（その前身のアジアサーキット含む）と三菱グループのかかわりとしては、過去に「キリンオープンゴルフ」（1997年-2001年　キリンビール後援）が開催されたことがあった。

## 歴代優勝者及び開催コース
| ダンロップトーナメント                                                      | ダンロップトーナメント                 | ダンロップトーナメント                 | ダンロップトーナメント                                                   | ダンロップトーナメント                                                                         |
| 開催年                                                                      | 優勝者                                 | 開催地                                 | 開催ゴルフ場                                                             | 備考                                                                                           |
| --------------------------------------------------------------------------- | -------------------------------------- | -------------------------------------- | ------------------------------------------------------------------------ | ---------------------------------------------------------------------------------------------- |
| 1969年                                                                      | 河野高明                               | 大阪府                                 | 箕面カントリークラブ                                                     |                                                                                                |
| 1970年                                                                      | 安田春雄                               | 大阪府                                 | 箕面カントリークラブ                                                     |                                                                                                |
| 1971年                                                                      | ピーター・トムソン                     | 大阪府                                 | 箕面カントリークラブ                                                     |                                                                                                |
| 1972年                                                                      | グラハム・マーシュ                     | 大阪府                                 | 箕面カントリークラブ                                                     |                                                                                                |
| 1973年                                                                      | ベン・アルダ                           | 千葉県                                 | 鶴舞カントリークラブ・西コース                                           |                                                                                                |
| 1974年                                                                      | グラハム・マーシュ                     | 千葉県                                 | 姉ヶ崎カントリークラブ                                                   | 2年ぶり2度目の優勝。                                                                           |
| 1975年                                                                      | 鈴木規夫                               | 石川県                                 | 能登カントリークラブ 日本海・はまなすコース                              |                                                                                                |
| 1976年                                                                      | 横島由一                               | 石川県                                 | 能登カントリークラブ 日本海・はまなすコース                              |                                                                                                |
| 三菱ギャラントーナメント                                                    |                                        |                                        |                                                                          |                                                                                                |
| 開催年                                                                      | 優勝者名                               | 開催地                                 | 開催ゴルフ場                                                             | 備考                                                                                           |
| 1977年                                                                      | 許勝三                                 | 石川県                                 | 能登カントリークラブ 日本海・はまなすコース                              |                                                                                                |
| 1978年                                                                      | 中村通                                 | 岩手県                                 | 南部富士カントリークラブ                                                 | 大会初の連覇。                                                                                 |
| 1979年                                                                      | 中村通                                 | 茨城県                                 | 大洗ゴルフ倶楽部                                                         | 大会初の連覇。                                                                                 |
| 1980年                                                                      | 中嶋常幸                               | 滋賀県                                 | 名神八日市カントリークラブ                                               |                                                                                                |
| 1981年                                                                      | 呂西鈞                                 | 栃木県                                 | 大日向カントリー倶楽部                                                   |                                                                                                |
| 1982年                                                                      | グラハム・マーシュ                     | 岡山県                                 | 久米カントリークラブ                                                     | 杉原輝雄とのプレーオフを制し、8年ぶり、前身のダンロップトーナメントと併せ3度目の優勝。         |
| 1983年                                                                      | 中嶋常幸                               | 岩手県                                 | 南部富士カントリークラブ                                                 | 完全優勝で、3年ぶり2度目の優勝。                                                               |
| 1984年                                                                      | 安田春雄                               | 石川県                                 | 能登カントリークラブ 日本海・はまなすコース                              | 前身のダンロップトーナメント以来、14年ぶり2度目の優勝。                                        |
| 1985年                                                                      | ブライアン・ジョーンズ（英語版）       | 岡山県                                 | 久米カントリークラブ                                                     | 湯原信光とのプレーオフを制す。                                                                 |
| 1986年                                                                      | 中嶋常幸                               | 茨城県                                 | 大洗ゴルフ倶楽部                                                         | 3年ぶり3度目の優勝。                                                                           |
| 1987年                                                                      | ブライアン・ジョーンズ                 | 兵庫県                                 | パインレークゴルフクラブ                                                 | 大会連覇 1988年は尾崎直道とのプレーオフを制す。                                                |
| 1988年                                                                      | ブライアン・ジョーンズ                 | 北海道                                 | 大沼レイクゴルフクラブ 小沼・大沼コース                                  | 大会連覇 1988年は尾崎直道とのプレーオフを制す。                                                |
| 1989年                                                                      | 尾崎健夫                               | 熊本県                                 | 熊本空港カントリークラブ                                                 |                                                                                                |
| 1990年                                                                      | 青木功                                 | 兵庫県                                 | ゴールデンバレーゴルフ倶楽部                                             |                                                                                                |
| 1991年                                                                      | 鈴木弘一                               | 石川県                                 | 能登カントリークラブ 日本海・はまなすコース                              |                                                                                                |
| 1992年                                                                      | 青木功                                 | 岩手県                                 | 南部富士カントリークラブ 岩手山・姫神山コース                            | 2年ぶり2度目の優勝。                                                                           |
| 1993年                                                                      | 陳志忠                                 | 茨城県                                 | 大洗ゴルフ倶楽部                                                         |                                                                                                |
| 1994年                                                                      | 友利勝良                               | 北海道                                 | 北海道早来カントリークラブ （現・早来カントリー倶楽部） 北ウイングコース | 雨の為、54ホールに短縮。                                                                       |
| 1995年                                                                      | ブラント・ジョーブ                     | 熊本県                                 | 阿蘇プリンスホテルゴルフ場                                               | 72ホールの最多アンダーパー新記録（当時）となる 通算26アンダー（266ストローク）で優勝           |
| 1996年                                                                      | 尾崎将司                               | 茨城県                                 | 大洗ゴルフ倶楽部                                                         | 大会連覇 1996年は、トッド・ハミルトンとのプレーオフを制し、日本記録となる8打差を逆転しての優勝 |
| 1997年                                                                      | 尾崎将司                               | 兵庫県                                 | 太平洋クラブ六甲コース                                                   | 大会連覇 1996年は、トッド・ハミルトンとのプレーオフを制し、日本記録となる8打差を逆転しての優勝 |
| 1998年                                                                      | 谷口徹                                 | 高知県                                 | 土佐カントリークラブ                                                     |                                                                                                |
| 三菱自動車トーナメント                                                      |                                        |                                        |                                                                          |                                                                                                |
| 開催年                                                                      | 優勝者名                               | 開催地                                 | 開催ゴルフ場                                                             | 備考                                                                                           |
| 1999年                                                                      | 米山剛                                 | 岐阜県                                 | レイクグリーンゴルフ倶楽部 レイクコース                                  |                                                                                                |
| 2000年                                                                      | 宮瀬博文                               | 滋賀県                                 | 蒲生ゴルフ倶楽部 比良・伊吹コース                                        | 谷口徹とのプレーオフを制す。                                                                   |
| ダイヤモンドカップトーナメント                                              |                                        |                                        |                                                                          |                                                                                                |
| 開催年                                                                      | 優勝者名                               | 開催地                                 | 開催ゴルフ場                                                             | 備考                                                                                           |
| 2001年                                                                      | 伊沢利光                               | 茨城県                                 | 大洗ゴルフ倶楽部                                                         | 初日116位からの大逆転優勝。 五十嵐雄二、藤田寛之との プレーオフを制す。                        |
| 2002年                                                                      | 中嶋常幸                               | 埼玉県                                 | 狭山ゴルフ・クラブ                                                       | 7年ぶりのツアー優勝で復活を遂げる                                                              |
| 2003年                                                                      | トッド・ハミルトン                     | 茨城県                                 | 大洗ゴルフ倶楽部                                                         |                                                                                                |
| 三菱ダイヤモンドカップゴルフ                                                |                                        |                                        |                                                                          |                                                                                                |
| 開催年                                                                      | 優勝者名                               | 開催地                                 | 開催ゴルフ場                                                             | 備考                                                                                           |
| 2004年                                                                      | 平塚哲二                               | 茨城県                                 | 大洗ゴルフ倶楽部                                                         |                                                                                                |
| 2005年                                                                      | I・J・ジャン                           | 兵庫県                                 | 東広野ゴルフ倶楽部                                                       |                                                                                                |
| 2006年                                                                      | 横尾要                                 | 埼玉県                                 | 狭山ゴルフ・クラブ                                                       | 3年半ぶりのツアー制覇。                                                                        |
| 2007年                                                                      | 平塚哲二                               | 茨城県                                 | 大洗ゴルフ倶楽部                                                         | 史上初の大洗での2勝目                                                                          |
| 2008年                                                                      | プラヤド・マークセン                   | 兵庫県                                 | 東広野ゴルフ倶楽部                                                       |                                                                                                |
| 2009年                                                                      | 兼本貴司                               | 茨城県                                 | 大洗ゴルフ倶楽部                                                         | 38歳、プロ17年目が悲願のツアー初制覇                                                           |
| ダイヤモンドカップゴルフ                                                    |                                        |                                        |                                                                          |                                                                                                |
| 開催年                                                                      | 優勝者名                               | 開催地                                 | 開催ゴルフ場                                                             | 備考                                                                                           |
| 2010年                                                                      | 金庚泰                                 | 埼玉県                                 | 狭山ゴルフ・クラブ                                                       |                                                                                                |
| 2011年                                                                      | 小田孔明                               | 千葉県                                 | 千葉カントリークラブ梅郷コース                                           |                                                                                                |
| 2012年                                                                      | 藤田寛之                               | 千葉県                                 | ザ・カントリークラブ・ジャパン                                           |                                                                                                |
| 2013年                                                                      | 松山英樹                               | 茨城県                                 | 大洗ゴルフ倶楽部                                                         |                                                                                                |
| アジアパシフィックオープンゴルフチャンピオンシップ ダイヤモンドカップゴルフ |                                        |                                        |                                                                          |                                                                                                |
| 開催年                                                                      | 優勝者名                               | 開催地                                 | 開催ゴルフ場                                                             | 備考                                                                                           |
| 2014年                                                                      | 藤田寛之                               | 茨城県                                 | 大利根カントリークラブ西コース                                           |                                                                                                |
| 2015年                                                                      | 金庚泰                                 | 茨城県                                 | 大利根カントリークラブ西コース                                           | 5年ぶり2度目の優勝。                                                                           |
| 2016年                                                                      | 詹世昌（セン・セショウ）               | 大阪府                                 | 茨木カンツリー倶楽部西コース                                             |                                                                                                |
| 2017年                                                                      | 片岡大育                               | 千葉県                                 | カレドニアン・ゴルフクラブ                                               |                                                                                                |
| 2018年                                                                      | 池田勇太                               | 埼玉県                                 | 武蔵カントリークラブ・笹井コース                                         |                                                                                                |
| 2019年                                                                      | 浅地洋佑                               | 千葉県                                 | 総武カントリークラブ総武コース                                           | ツアー初制覇、史上6人目のマンデートーナメントからの優勝                                        |
| 2020年                                                                      | 新型コロナウイルス感染拡大の影響で中止 | 新型コロナウイルス感染拡大の影響で中止 | 新型コロナウイルス感染拡大の影響で中止                                   | 新型コロナウイルス感染拡大の影響で中止                                                         |
| 2021年                                                                      | 星野陸也                               | 神奈川県                               | 相模原ゴルフクラブ・東コース                                             | コロナ禍のため一般非公開。                                                                     |
| 2022年                                                                      | 今平周吾                               | 茨城県                                 | 大洗ゴルフ倶楽部                                                         |                                                                                                |
| ACNチャンピオンシップゴルフトーナメント                                     |                                        |                                        |                                                                          |                                                                                                |
| 開催年                                                                      | 優勝者名                               | 開催地                                 | 開催ゴルフ場                                                             | 備考                                                                                           |
| 2023年                                                                      | 稲森佑貴                               | 兵庫県                                 | 三甲ゴルフ倶楽部 ジャパンコース                                          | 宋永漢（ソン・ヨンハン）とのプレーオフを制す。                                                 |
| 2024年                                                                      | 金谷拓実                               | 兵庫県                                 | 三木ゴルフ倶楽部                                                         | H・W・リューとのプレーオフを制す。                                                             |
| 2025年                                                                      | 不明の旗                               | 兵庫県                                 | 三木ゴルフ倶楽部                                                         |                                                                                                |

### 優勝回数
- 4勝 - 中嶋常幸
- 3勝 - グラハム・マーシュ、ブライアン・ジョーンズ
- 2勝 - 中村通、安田春雄、青木功、尾崎将司、平塚哲二、藤田寛之、金庚泰

## テレビ中継
- テレビ中継は大会主催者である関西テレビをキーステーションにフジテレビなどFNS系列28局（クロスネット局のテレビ大分、テレビ宮崎を含む）ネットで3日目・最終日の模様を全国放送している。例年土曜日の3日目は生放送、日曜日の最終日は録画放送となっている[31]。また金曜日の2日目は関西テレビのローカル放送でその日の深夜（日付上は土曜日未明）に録画放送される。
- 2006年からハイビジョン制作となった。地上アナログ放送では2009年まで4:3サイドカットだったが、2010年・2011年は16:9レターボックス映像で放送された。
- 2008年は予選ラウンド2日間の模様を、関西テレビが運営しているCS放送の関西テレビ☆京都チャンネル（2009年4月30日放送終了）で生中継された。
- 2009年以降はCS放送のフジテレビONEで放送している。2009年は3日目と最終日の模様を録画中継で放送し、2010年以降は更に2日目の模様を生中継している（ただしスポンサーCMは放送されず番宣に差し替えている）。さらに2018年大会からBSフジでも全日程放送される。
- 更に、CS放送のゴルフ専門チャンネルであるゴルフネットワークでも決勝ラウンド2日間を同日録画放送している。
- またかつては青森県で青森放送（日本テレビ系）→青森テレビ（TBS系、2000年まで）、山形県で山形テレビ（現・テレビ朝日系、1992年大会まで。1997年以降はさくらんぼテレビジョンに移行）、高知県で高知放送（日本テレビ系、1996年大会まで。1997年以降は高知さんさんテレビに移行）でそれぞれ放送していたことがある。
- 大会中止となった2020年は予選ラウンドと決勝トーナメント1日目の放送(生中継)は取りやめ[32]となり、最終日である決勝トーナメント2日目のみ代替番組として博多華丸・大吉を司会に起用した「ダイヤモンドカップゴルフ特別編 華丸大吉 歓喜の瞬間たっぷり見せます&いま届けたいスゴ技SP」が放送された[33]。